# Saison 2021-2022 de l'USL Dunkerque
 (septembre 2021).
Si vous disposez d'ouvrages ou d'articles de référence ou si vous connaissez des sites web de qualité traitant du thème abordé ici, merci de compléter l'article en donnant les références utiles à sa vérifiabilité et en les liant à la section « Notes et références ».
Maillots
Dernière mise à jour : 9 juin 2020.
Chronologie
Saison précédente Saison suivante
L'USL Dunkerque joue lors de la saison 2021-2022 la trente-sixième saison de Ligue 2 de son histoire, la deuxième depuis 25 ans. Jean-Pierre Scouarnec commence sa huitième saison en tant que président du club et Romain Revelli remplace Fabien Mercadal en tant qu'entraîneur.

## Joueurs

### Transferts
| Nom                  | Nationalité | Poste      | Transfert           | Provenance/Destination     | Division         | Référence    |
| -------------------- | ----------- | ---------- | ------------------- | -------------------------- | ---------------- | ------------ |
| Arrivées             |             |            |                     |                            |                  |              |
| Romain Revelli       | France      | Entraîneur | Libre               | -                          | -                | Site du club |
| Désiré Segbe Azankpo | Bénin       | Attaquant  | Libre               | FC Villefranche Beaujolais | National         | Site du club |
| Mohamed Ouadah       | France      | Milieu     | Libre               | Stade lavallois            | National         | Site du club |
| Bilal Brahimi        | France      | Milieu     | Premier contrat pro | -                          | -                | Site du club |
| Driss Trichard       | France      | Défenseur  | Transfert           | Clermont Foot 63           | Ligue 1          | Site du club |
| Mario-Jason Kikonda  | France      | Milieu     | Transfert           | Paris FC                   | Ligue 2          | Site du club |
| Marco Majouga        | France      | Attaquant  | Transfert           | Nîmes Olympique            | Ligue 2          | Site du club |
| Samuel Yohou         | France      | Défenseur  | Transfert           | Tuzlaspor                  | TFF First League | Site du club |
| Départs              |             |            |                     |                            |                  |              |
| Fabien Mercadal      | France      | Entraîneur | Fin de contrat      | -                          | -                | Site du club |
| Harouna Sy           | France      | Défenseur  | Transfert           | Amiens SC                  | Ligue 2          | Site du club |
| Ibrahim Cissé        | France      | Défenseur  | Transfert           | Stade Malherbe Caen        | Ligue 2          | Site du club |
| Ozkan Cetiner        | France      | Milieu     | Libre               | R. Olympic CC              | Nationale 1      | Site du club |

| Nom         | Nationalité | Poste     | Transfert | Provenance/Destination | Division | Référence    |
| ----------- | ----------- | --------- | --------- | ---------------------- | -------- | ------------ |
| Arrivées    |             |           |           |                        |          |              |
| Adama Niane | Mali        | Attaquant | Prêt      | FC Sochaux-Montbéliard | Ligue 2  | Site du club |
| Départs     |             |           |           |                        |          |              |

## Détail des matchs

### Ligue 2

#### Classement
| Rang | Équipe                         | Pts | J  | G  | N  | P  | Bp | Bc | Diff | Promotion, qualification ou relégation |
| ---- | ------------------------------ | --- | -- | -- | -- | -- | -- | -- | ---- | -------------------------------------- |
| 16   | Valenciennes FC                | 44  | 38 | 10 | 14 | 14 | 34 | 47 | −13  |                                        |
| 17   | Rodez AF                       | 43  | 38 | 10 | 13 | 15 | 32 | 42 | −10  |                                        |
| 18   | Quevilly Rouen Métropole P (O) | 40  | 38 | 10 | 10 | 18 | 33 | 50 | −17  | Participation au barrage de relégation |
| 19   | USL Dunkerque (R)              | 31  | 38 | 8  | 7  | 23 | 28 | 53 | −25  | Relégation en National                 |
| 20   | AS Nancy Lorraine (R)          | 27  | 38 | 6  | 9  | 23 | 32 | 69 | −37  | Relégation en National                 |

## Saison 2021-2022

### Derbys de la saison

#### Championnat
| Club          | Aller | Retour | Club         |
| ------------- | ----- | ------ | ------------ |
| USL Dunkerque | 1 - 3 | 1 - 2  | Valenciennes |

### Résultats par journée
| Journée   | 01 | 02 | 03 | 04 | 05 | 06 | 07 | 08 | 09 | 10 | 11 | 12 | 13 | 14 | 15 | 16 | 17 | 18 | 19 | 20 | 21 | 22 | 23 | 24 | 25 | 26 | 27 | 28 | 29 | 30 | 31 | 32 | 33 | 34 | 35 | 36 | 37 | 38 |
| --------- | -- | -- | -- | -- | -- | -- | -- | -- | -- | -- | -- | -- | -- | -- | -- | -- | -- | -- | -- | -- | -- | -- | -- | -- | -- | -- | -- | -- | -- | -- | -- | -- | -- | -- | -- | -- | -- | -- |
| Terrain   | D  | E  | D  | E  | D  | E  | D  | E  | D  | E  | D  | E  | D  | D  | E  | D  | E  | D  | E  | D  | E  | D  | E  | D  | E  | D  | E  | D  | E  | D  | E  | E  | D  | E  | D  | E  | D  | E  |
| Résultats | N  | D  | D  | D  | D  | N  | N  | D  | D  | V  | V  | V  | N  | V  | D  | D  | D  | D  | D  | N  | D  | N  | V  | V  | D  | V  | D  | V  | D  | D  | D  | D  | D  | D  | N  | D  | D  | D  |
| Points    | 1  | 1  | 1  | 1  | 1  | 2  | 3  | 3  | 3  | 6  | 9  | 12 | 13 | 16 | 16 | 16 | 16 | 16 | 16 | 17 | 17 | 18 | 21 | 24 | 24 | 27 | 27 | 30 | 30 | 30 | 30 | 30 | 30 | 30 | 31 | 31 | 31 | 31 |
| Place     | 11 | 15 | 16 | 17 | 18 | 19 | 19 | 19 | 19 | 19 | 19 | 17 | 17 | 13 | 15 | 18 | 19 | 19 | 19 | 19 | 19 | 19 | 19 | 19 | 19 | 18 | 19 | 17 | 19 | 19 | 19 | 19 | 19 | 19 | 19 | 19 | 19 | 19 |

Source : lfp.fr (Ligue de football professionnel)
Terrain : D = Domicile ; E = Extérieur. Résultat : D = Défaite ; N = Nul ; V = Victoire.